# Vasikkajärvi (sjö i Finland)
Vasikkajärvi är en sjö i Finland. Den ligger i kommunen Sodankylä i landskapet Lappland, i den norra delen av landet, 800 km norr om huvudstaden Helsingfors. Vasikkajärvi ligger 240,5 meter över havet. Den är 16,9 meter djup. Arean är 24,4 hektar och strandlinjen är 2,45 kilometer lång. Sjön  ingår i Kemi älvs huvudavrinningsområde. 